# Adriana Pasquali

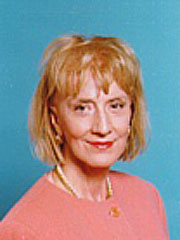
Adriana Pasquali (1996)

Adriana Pasquali (* 5. Juni 1928 in Padua; † 22. April 2020 in Bozen) war eine italienische Rechtsanwältin und Politikerin.

## Biographie
Pasqualis Vater Tito war ab 1926 faschistischer Amtspodestà von Eppan und später Rechtsanwalt in Bozen; ihre Brüder waren Franco und der spätere Lokalpolitiker Alberto Pasquali. Adriana Pasquali schloss ihr Studium der Rechtswissenschaften an der Universität Bologna 1949 im Alter von 21 Jahren mit der laurea ab. Beruflich war sie als Rechtsanwältin in Bozen tätig. Von 1984 bis 1985 war sie Präsidentin der Bozner Berufskammer der Rechtsanwälte, von 1986 bis 1989 Präsidentin der regionalen Kammer der Strafverteidiger und von 1987 bis 1992 im nationalen Leitungsausschuss der Vereinigung der Kammern der Strafverteidiger aktiv. Pasquali war Mitglied des neofaschistischen Movimento Sociale Italiano, sowie ab 1995 in dessen gemäßigterer Nachfolgepartei, der Alleanza Nazionale. 1996 wurde sie als Vertreterin der Mitte-rechts-Koalition im Einerwahlkreis Bozen in den italienischen Senat gewählt, dem sie bis 2001 als Fraktionsmitglied der Alleanza Nazionale angehörte.